# Looking for the Perfect Beat
Looking for the Perfect Beat è un singolo di Afrika Bambaataa & Soulsonic Force, pubblicato nel 1983.
Il brano è incluso nella radio pirata Wildstyle del videogioco Grand Theft Auto: Vice City ed è presente anche nel videogioco Scarface: The World Is Yours.